# Sombo (Gucialit)
Sombo is een bestuurslaag in het regentschap Lumajang van de provincie Oost-Java, Indonesië. Sombo telt 1005 inwoners (volkstelling 2010).